# Ängelholm
Ängelholm je grad u južnoj Švedskoj u županiji Skåne.

## Stanovništvo
Prema podacima o broju stanovnika iz 2005. godine u gradu živi 22.532 stanovnika.

## Vanjske poveznice
- Službena stranica grada

### Ostali projekti
|  | Zajednički poslužitelj ima još gradiva o temi Ängelholm |